# Muralla urbana de Martos
La muralla urbana de Martos es una fortificación árabe construida en el siglo X en la ciudad de Martos, provincia de Jaén (España). Aunque la muralla fue erigida por los árabes, numerosos estudios arqueológicos han permitido saber que la muralla está cimentada sobre otra antigua muralla iberoromana. Forma junto con el castillo de la Villa la fortaleza baja de la ciudad o castillo urbano y tenía como objeto proteger la villa frente a invasiones externas. En 1985 fue declarado Bien de Interés Cultural con la categoría de monumento.
Actualmente se conservan algunos fragmentos como torres, torreones o lienzos de muralla en estado de progresivo abandono, sin bien ha habido recientes restauraciones que han permitido conservar y consolidar algunos fragmentos.

## Descripción
El castillo urbano se encuentra sobre un cerro al oeste de la Peña y unida a esta mediante murallas que protegían la villa. En la parte superior de la calle Almedina se encuentra la torre del mismo nombre, que de su esquina noroeste sale un lienzo de muralla del que solo queda un pequeño fragmento que parece dirigirse hacia las inmediaciones de la que debía ser la Torre del homenaje.
Por otra parte el mirador de la plazoleta del Santuario de Santa María de la Villa, desde el que se observa toda la ciudad, se encuentra situado sobre una muralla bien conservada, con varias pequeñas torres macizas. Al oeste y junto a la plazoleta se encuentra el campanario de la iglesia, situada sobre otra importante torre medieval. Por delante del mismo, enmarcando la plazoleta de la iglesia, hay otro mirador que aparentemente se asienta también sobre la muralla, que aquí presenta al exterior un fuerte talud, especialmente en otra de las torres situada al oeste de la primera, aunque por debajo del nivel de la plazoleta.
Como se observa, la serie de torres que se encuentran bajo los miradores, junto con la Torre almedina y Torre albarrana, forman parte de una línea que va de norte a sur girando, en la zona de la iglesia, hacia el oeste para enlazar en las proximidades de la Torre del homenaje con el lienzo proveniente de la Torre Almedina, para cerrar el recinto amurallado.

## Torres destacadas
Algunos de los elementos más destacados de la muralla son:
- Torre del homenaje. Es la torre principal del castillo de la Villa y desde el que se divisaba el resto de la fortaleza. Está situada en la parte más alta de la ciudad y actualmente se mantiene en buen estado de conservación, siendo utilizada como centro de interpretación y abierta por tanto al público.[4]
- Torre albarrana. Está situada en la calle Real de San Fernando, y al oeste de la torre se conserva un resto de muralla que presumiblemente iría a alguna de las otras torres citadas.[3] Actualmente se mantiene en buen estado de conservación.
- Torre almedina. Está situada en la calle Almedina, y fue construida en el siglo XIII por los monjes calatravos.[1] Actualmente está en proceso de restauración y conserva algunos de los canes que sostendrían un matacán.[3]
- Torre-campanario de Santa María de la Villa. Se trata de un cubo de muralla sobre el que posteriormente se situó el campanario del Santuario de Santa María de la Villa.

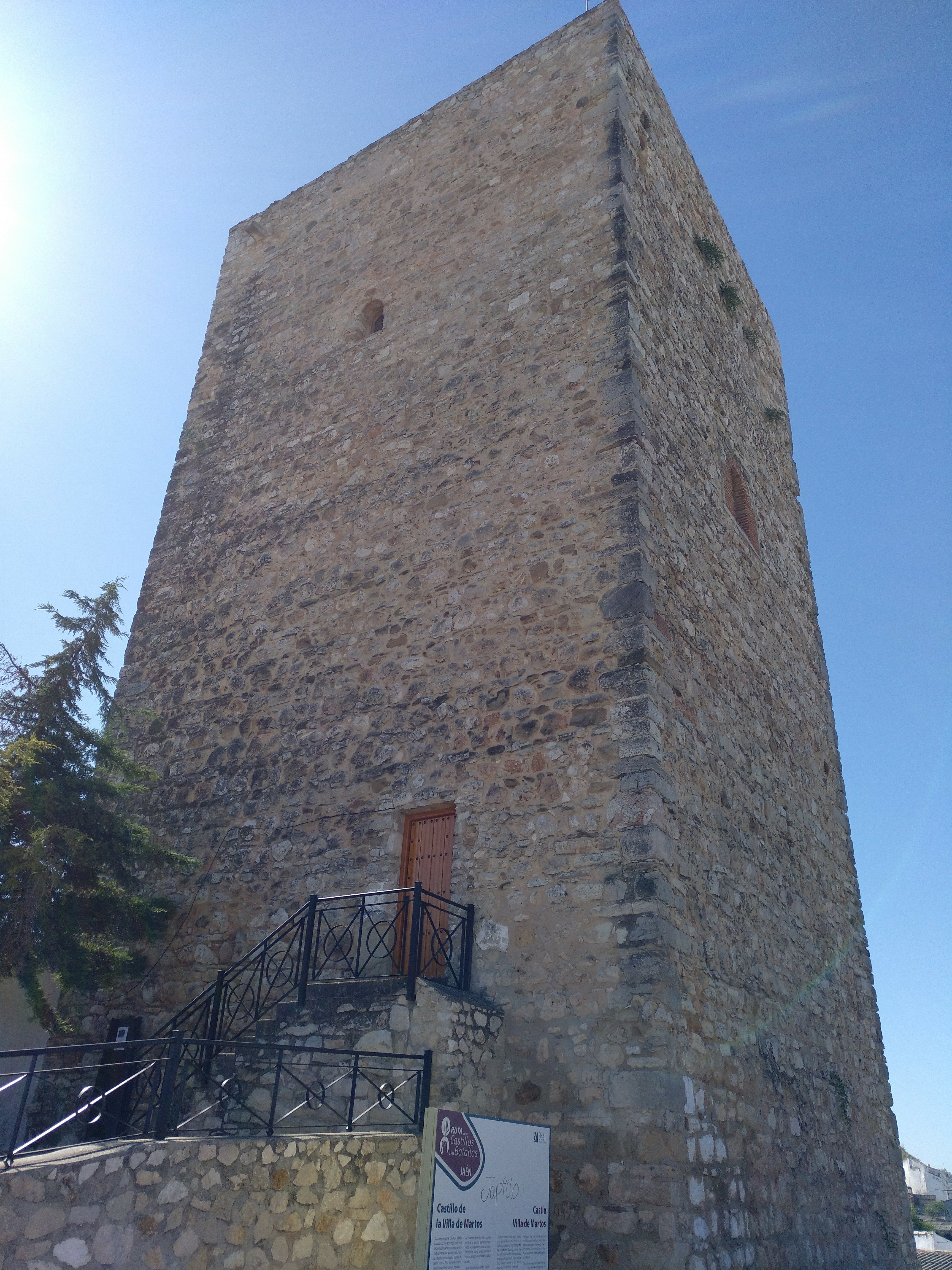
Torre del Homenaje
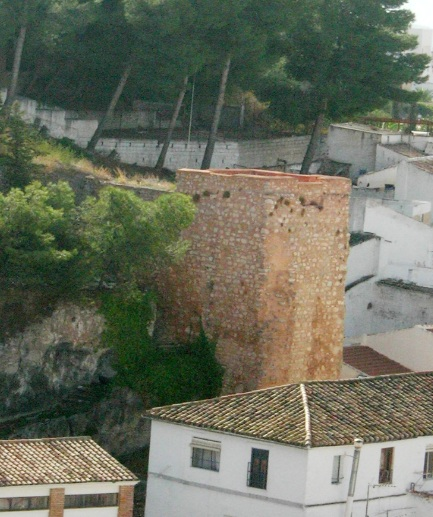
Torre Albarrana
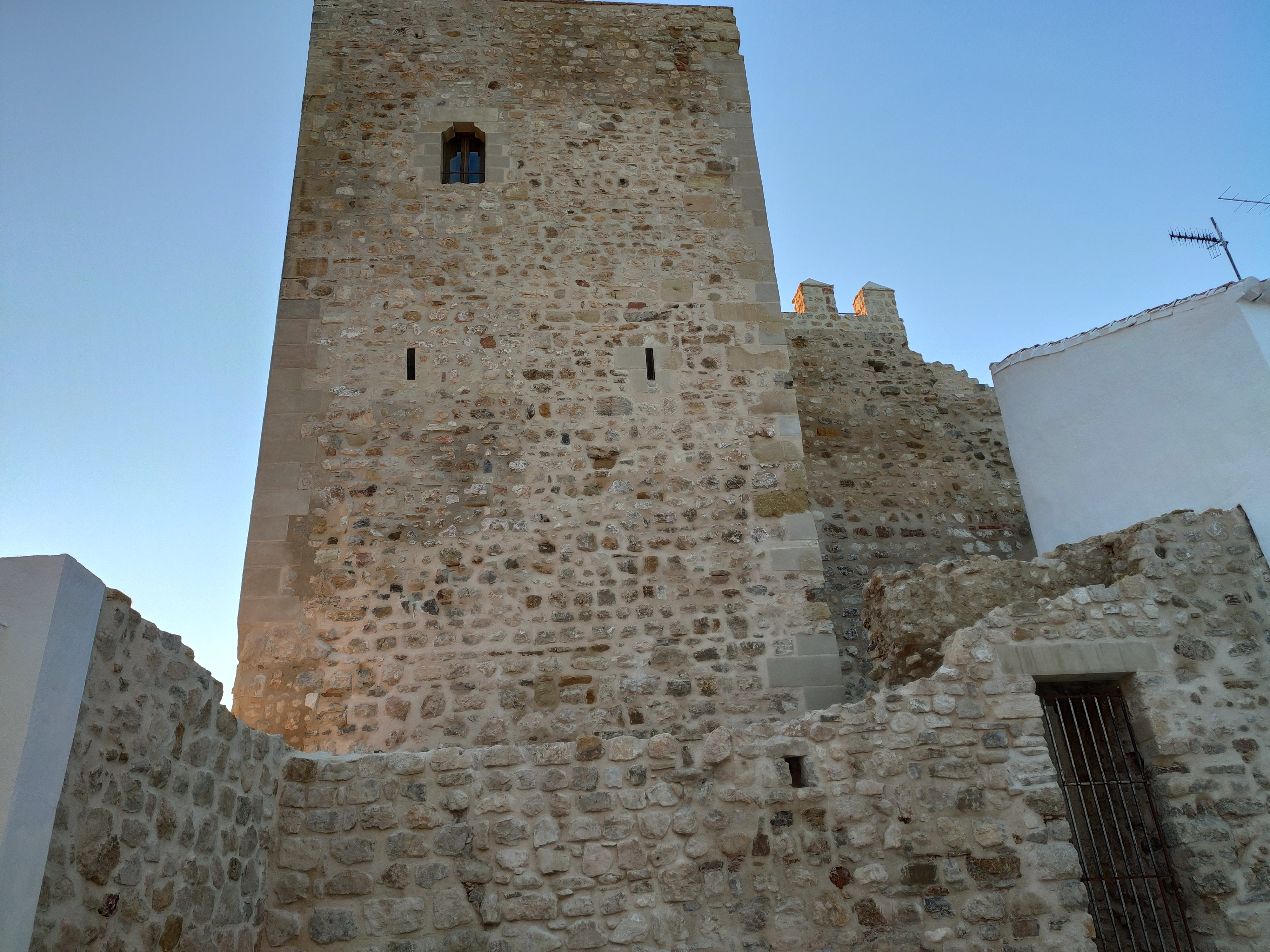
Torre Almedina
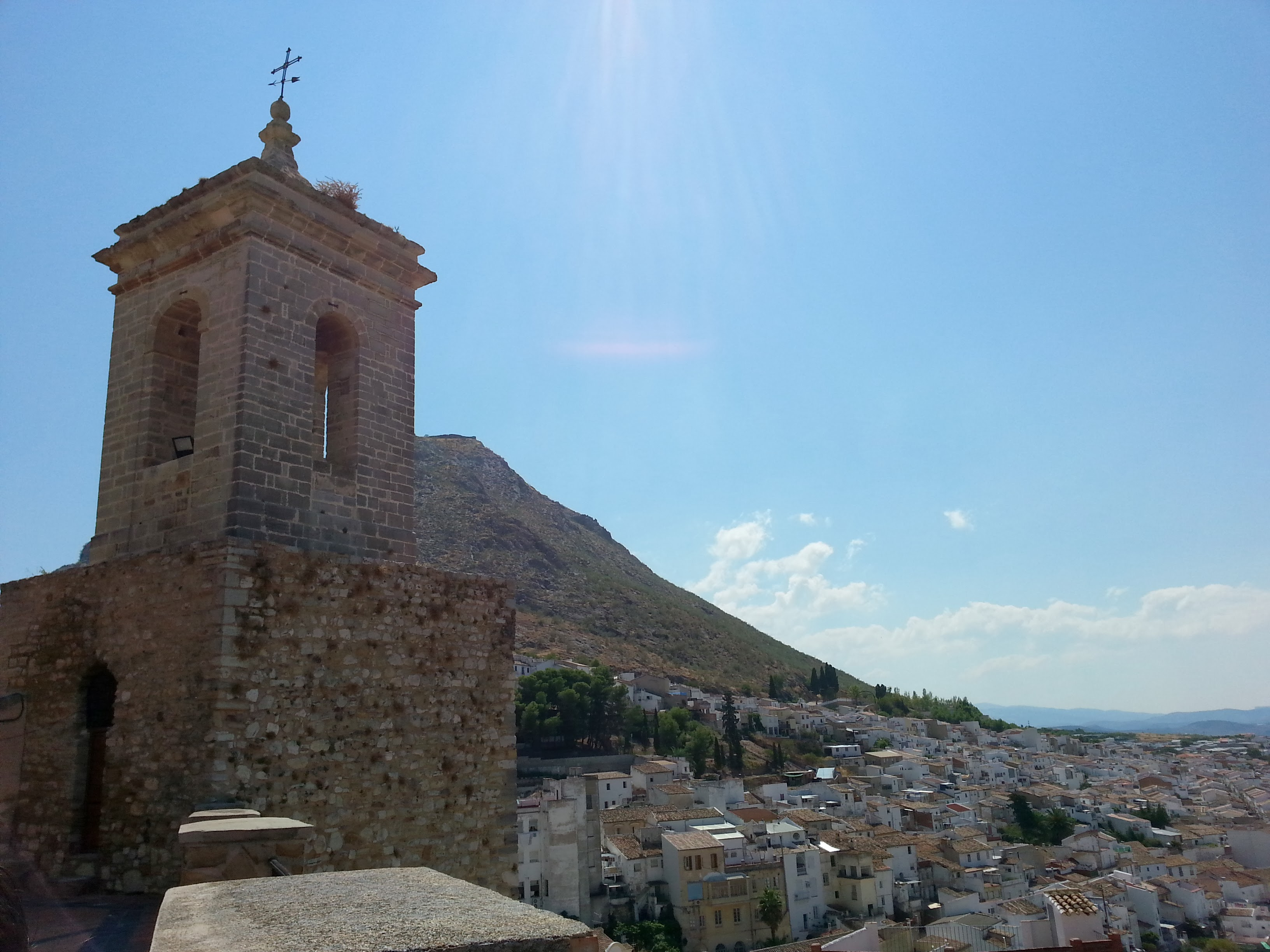
Torre-Campanario de Santa María de la Villa